# Gnomeo & Julie
Gnomeo & Juliet je animovaná romantická komedie z roku 2011, kterou podle scénáře Roba Spracklinga a Johna Smithe natočil režisér Kelly Asbury. Film je volně založen na divadelní hře Romeo a Julie od Williama Shakespeara a hrají v něm James McAvoy, Emily Blunt, Michael Caine, Jason Statham, Maggie Smith, Ashley Jensen, Stephen Merchant, Matt Lucas, Jim Cummings, Julie Walters, Richard Wilson, Patrick Stewart a Ozzy Osbourne. Příběh sleduje Gnomea a Julii, dvojici zahradních skřítků, kteří se do sebe zamilují, ale kvůli sváru mezi jejich rodinami musí najít způsob, jak udržet svůj románek v tajnosti.
Film měl premiéru 23. ledna 2011 v hollywoodském divadle El Capitan Theatre a do kin byl uveden 11. února společností Entertainment One Films ve Velké Británii a Touchstone Pictures ve Spojených státech. Film celosvětově vydělal 193 milionů dolarů a získal několik nominací na cenu Annie. Píseň „Hello Hello“ od Eltona Johna a Lady Gaga byla nominována na Zlatý glóbus za nejlepší původní píseň, Satellite Award za nejlepší původní píseň a Critics' Choice Movie Award za nejlepší píseň. V roce 2018 vyšlo pokračování s názvem Sherlock Gnomes, které natočily společnosti Paramount Animation, Metro-Goldwyn-Mayer a Rocket Pictures, aniž by dosáhlo úspěchu prvního filmu.

## Děj
Ve Stratfordu žijí sousedé slečna Montagueová a pan Capulet, kteří se nenávidí. Jejich zahradní trpaslíci ožívají, když nejsou nablízku, a pokračují v jejich sporu – modří pod vedením Lady Blueberry a červení pod vedením Lorda Redbricka.
Při závodu sekaček Gnomeo z modrých soupeří s Tybaltem z červených, který mu zničí sekačku. V noci se Gnomeo s kamarádem Bennym v přestrojení vydají do červené zahrady pomstít se, ale Benny nechtěně spustí světlo. Při útěku Gnomeo narazí v opuštěné zahradě na přestrojenou Juliet, dceru Lorda Redbricka, která sbírá vzácnou orchidej. Zamilují se, ale když zjistí, že patří do nepřátelských táborů, Juliet uteče.
Tajně se dál scházejí a plastový plameňák Featherstone je povzbuzuje. Lord Redbrick mezitím Juliet dohazuje Parise, ale Juliet se ho zabaví tím, že ho předá Nanette, která se do něj zamiluje. Když červení zničí květinu zasazenou Gnomeovým otcem, Gnomeo se mstí pesticidem – Juliet ho při tom chytí. V hádce jim Featherstone poví, jak ztratil partnerku kvůli rozvodu svých majitelů. Dojatí Gnomeo a Juliet se usmíří a chtějí si založit vlastní zahradu.
Když je ale Benny přistihne, spustí se bitka, během níž Tybalt havaruje a rozbije se. Červení napadnou Gnomea, který spadne do silnice, přičemž se rozbije modrá konvice - a vede všechny k přesvědčení, že Gnomeo se rozbil. Juliet zoufale chce za ním, ale Redbrick ji přilepí na věž.
Gnomeo však přežil a na soše Shakespeara vypráví svůj příběh. Spisovatel předpovídá tragický konec. Mezitím Benny objedná ničivou sekačku Terrafirminator, která má zničit červené. Ta ale zničí obě zahrady, zatímco se trpaslíci pustí do války.
Gnomeo se dozví o nebezpečí a vrací se. Když sekačka míří na věž, kde je Juliet, políbí ji – a věž se zřítí. Všichni si myslí, že jsou mrtví, což donutí Lady Blueberry a Lorda Redbricka k ukončení sporu. Gnomeo a Juliet však vyjdou z trosek živí a líbají se. Tybalt je opraven, Featherstone najde svou partnerku a Gnomeo s Juliet se vezmou a odjíždějí na fialové sekačce jako symbol spojení obou rodin.

## Obsazení
- James McAvoy jako Gnomeo, syn lady Blueburyové a objekt Juliininy lásky. Jeho předlohou je Romeo Montague.
- Emily Blunt jako Julie, dcera lorda Redbricka a objekt Gnomeovy lásky. Její předlohou je Julie Kapuletová.
- Michael Caine jako lord Redbrick, vůdce červených skřítků a Juliin ovdovělý otec. Jeho předlohou je lord Capulet.
- Jason Statham jako Tybalt, Gnomeova a Bennyho úhlavní nepřítel. Je založen na stejnojmenné postavě.
- Maggie Smith jako lady Bluebury, vůdkyně Modrých skřítků a Gnomeova ovdovělá matka. Její předlohou jsou lord a lady Montagueovi.
- Ashley Jensen jako Nanette, skotská plastová zahradní žába, předmět Parisovy lásky a Juliina nejlepší přítelkyně. Její předlohou je zdravotní sestra.
- Stephen Merchant jako Paris, šprtavý červený skřítek, který byl domluven na svatbě s Julií, a Nanettina láska. Je založen na hraběti Parisovi.
- Matt Lucas jako Benny, Gnomeův nejlepší přítel. Je založen na Merkuciovi i Benvolovi, i když osud jeho klobouku, který mu před vyvrcholením filmu rozbije Tybalt, je podobný osudu prvního jmenovaného.
- Jim Cummings jako Featherstone, osamělý plastový plameňák se španělským přízvukem. Jeho předlohou je mnich Vavřinec.
- Julie Waltersová jako paní Montagueová, postarší majitelka Modré zahrady.
- Richard Wilson jako pan Kapulet, postarší majitel Červené zahrady.
- Patrick Stewart jako socha Williama Shakespeara, autora Romea a Julie.
- Ozzy Osbourne jako Fawn, miniaturní soška jelena a Tybaltův nejlepší přítel.
- Hulk Hogan jako Hlasatel, neviditelná osoba, která propaguje sekačku Terrafirminator.
- Kelly Asbury jako Red Goon Gnomes, skupina miniaturních skřítků, kteří slouží lordu Redbrickovi a ostatním červeným skřítkům. Jejich předlohou jsou Gregory, Sampson, Anthony a Potpan.
- Dolly Parton jako Dolly Gnome, hlasatelka závodů se sekačkami na trávu.
- James Daniel Wilson jako Rybářský skřítek, červený skřítek.
- Tim Bentinck a Neil McCaul jako srostlí skřítci.
- Julio Bonet jako Mankini Gnome, milostný zájem Dolly Gnome.
- Julia Braamsová jako kamenná ryba připevněná k vlasci Rybářského skřítka.
- Maurissa Horwitzová jako nejmenovaná porcelánová panenka, Bennyho láska.